# Cynoscion striatus
Cynoscion striatus és una espècie de peix de la família dels esciènids i de l'ordre dels perciformes.

## Morfologia
- Els mascles poden assolir 60 cm de longitud total.[3]

## Hàbitat
És un peix marí, de clima subtropical (31°S-40°S, 50°W-61°W) i demersal que viu fins als 60 m de fondària.

## Distribució geogràfica
Es troba a l'Atlàntic sud-occidental: des del sud del Brasil fins a l'Argentina central.

## Observacions
És inofensiu per als humans.